# Loubens (Gironde)
Pour les articles homonymes, voir Loubens.
Loubens (prononcer [lubɛ̃s]; Lobens en gascon) est une commune du Sud-Ouest de la France, située dans le département de la Gironde (région Nouvelle-Aquitaine).
Ses habitants sont appelés les Loubatons.

## Géographie

### Localisation
Bordée au nord par le Dropt, la commune se trouve dans l'Entre-deux-Mers, à 60 km à l'est-sud-est de Bordeaux, chef-lieu du département, à 23 km au nord-est de Langon, chef-lieu d'arrondissement et à 6,5 km au nord de La Réole, chef-lieu de canton.

### Communes limitrophes
Les communes limitrophes en sont Landerrouet-sur-Ségur au nord sur moins d'un km, Mesterrieux au nord-est, Roquebrune à l'est, Saint-Hilaire-de-la-Noaille au sud-est, Saint-Sève au sud, Bagas à l'ouest et Saint-Martin-de-Lerm au nord-ouest.
| Saint-Martin-de-Lerm | Landerrouet-sur-Ségur | Mesterrieux                 |
| Bagas                | Loubens               | Roquebrune                  |
|                      | Saint-Sève            | Saint-Hilaire-de-la-Noaille |

### Climat
Pour des articles plus généraux, voir Climat de la Nouvelle-Aquitaine et Climat de la Gironde.
Historiquement, la commune est exposée à un climat océanique aquitain.  
En 2020, Météo-France publie une typologie des climats de la France métropolitaine dans laquelle la commune est exposée à un climat océanique et est dans la région climatique  Aquitaine, Gascogne, caractérisée par une pluviométrie abondante au printemps, modérée en automne, un faible ensoleillement au printemps, un été chaud (19,5 °C), des vents faibles, des brouillards fréquents en automne et en hiver et des orages fréquents en été (15 à 20 jours).
Pour la période 1971-2000, la température annuelle moyenne est de 13,1 °C, avec une amplitude thermique annuelle de 14,9 °C. Le cumul annuel moyen de précipitations est de 823 mm, avec 11,4 jours de précipitations en janvier et 6,6 jours en juillet. Pour la période 1991-2020, la température moyenne annuelle observée sur la station météorologique la plus proche, située sur la commune de Saint-Sulpice-de-Pommiers à 7,64 km à vol d'oiseau, est de 13,8 °C et le cumul annuel moyen de précipitations est de 764,8 mm,. Pour l'avenir, les paramètres climatiques de la commune estimés pour 2050 selon différents scénarios d’émission de gaz à effet de serre sont consultables sur un site dédié publié par Météo-France en novembre 2022.

## Urbanisme

### Typologie
Au 1er janvier 2024, Loubens est catégorisée commune rurale à habitat dispersé, selon la nouvelle grille communale de densité à sept niveaux définie par l'Insee en 2022.
Elle est située hors unité urbaine. Par ailleurs la commune fait partie de l'aire d'attraction de La Réole, dont elle est une commune de la couronne,. Cette aire, qui regroupe 20 communes, est catégorisée dans les aires de moins de 50 000 habitants,.

### Occupation des sols

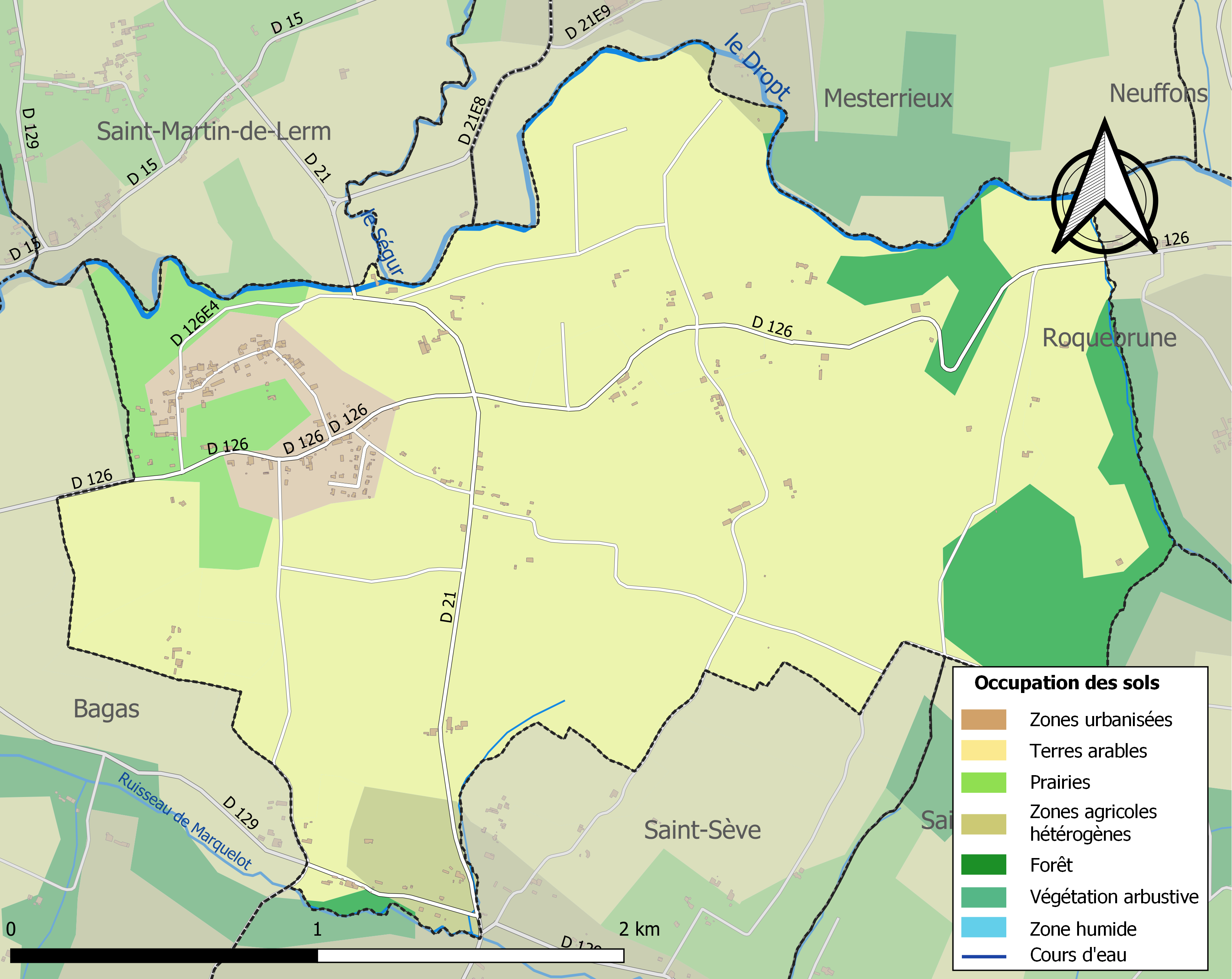
Carte des infrastructures et de l'occupation des sols de la commune en 2018 (CLC).

L'occupation des sols de la commune, telle qu'elle ressort de la base de données européenne d’occupation biophysique des sols Corine Land Cover (CLC), est marquée par l'importance des territoires agricoles (85,7 % en 2018), une proportion identique à celle de 1990 (85,7 %). La répartition détaillée en 2018 est la suivante : 
cultures permanentes (48,2 %), terres arables (29,4 %), forêts (9,5 %), prairies (5,1 %), zones urbanisées (4,8 %), zones agricoles hétérogènes (2,9 %). L'évolution de l’occupation des sols de la commune et de ses infrastructures peut être observée sur les différentes représentations cartographiques du territoire : la carte de Cassini (XVIIIe siècle), la carte d'état-major (1820-1866) et les cartes ou photos aériennes de l'IGN pour la période actuelle (1950 à aujourd'hui).

### Voies de communication et transports
La commune est principalement traversée, dans le bourg, par la route départementale D126 qui relie Bagas à l'ouest à Roquebrune à l'est et, dans l'ouest du territoire communal, par la route départementale D21 qui mène vers le sud à Saint-Sève et au-delà à La Réole et vers le nord à Landerrouet-sur-Ségur et au-delà en direction de Castelmoron-d'Albret.

L'accès le plus proche à l'autoroute A62 (Bordeaux-Toulouse) est celui de  4 La Réole distant de 15 km par la route vers le sud.

L'accès  1 Bazas à l'autoroute A65 (Langon-Pau) se situe à 32 km vers le sud-sud-ouest.

L'accès le plus proche à l'autoroute A89 (Bordeaux-Lyon) est celui de l'échangeur autoroutier  avec la route nationale 89 qui se situe à 41 km vers le nord-ouest.
La gare SNCF la plus proche est celle, distante de 7 km par la route vers le sud, de La Réole sur la ligne Bordeaux-Sète du TER Nouvelle-Aquitaine.

### Risques majeurs
Le territoire de la commune de Loubens est vulnérable à différents aléas naturels : météorologiques (tempête, orage, neige, grand froid, canicule ou sécheresse), inondations et séisme (sismicité très faible). Un site publié par le BRGM permet d'évaluer simplement et rapidement les risques d'un bien localisé soit par son adresse soit par le numéro de sa parcelle.
Certaines parties du territoire communal sont susceptibles d’être affectées par le risque d’inondation par débordement de cours d'eau, notamment le Dropt et le Ségur. La commune a été reconnue en état de catastrophe naturelle au titre des dommages causés par les inondations et coulées de boue survenues en 1982, 1988, 1999 et 2009,.

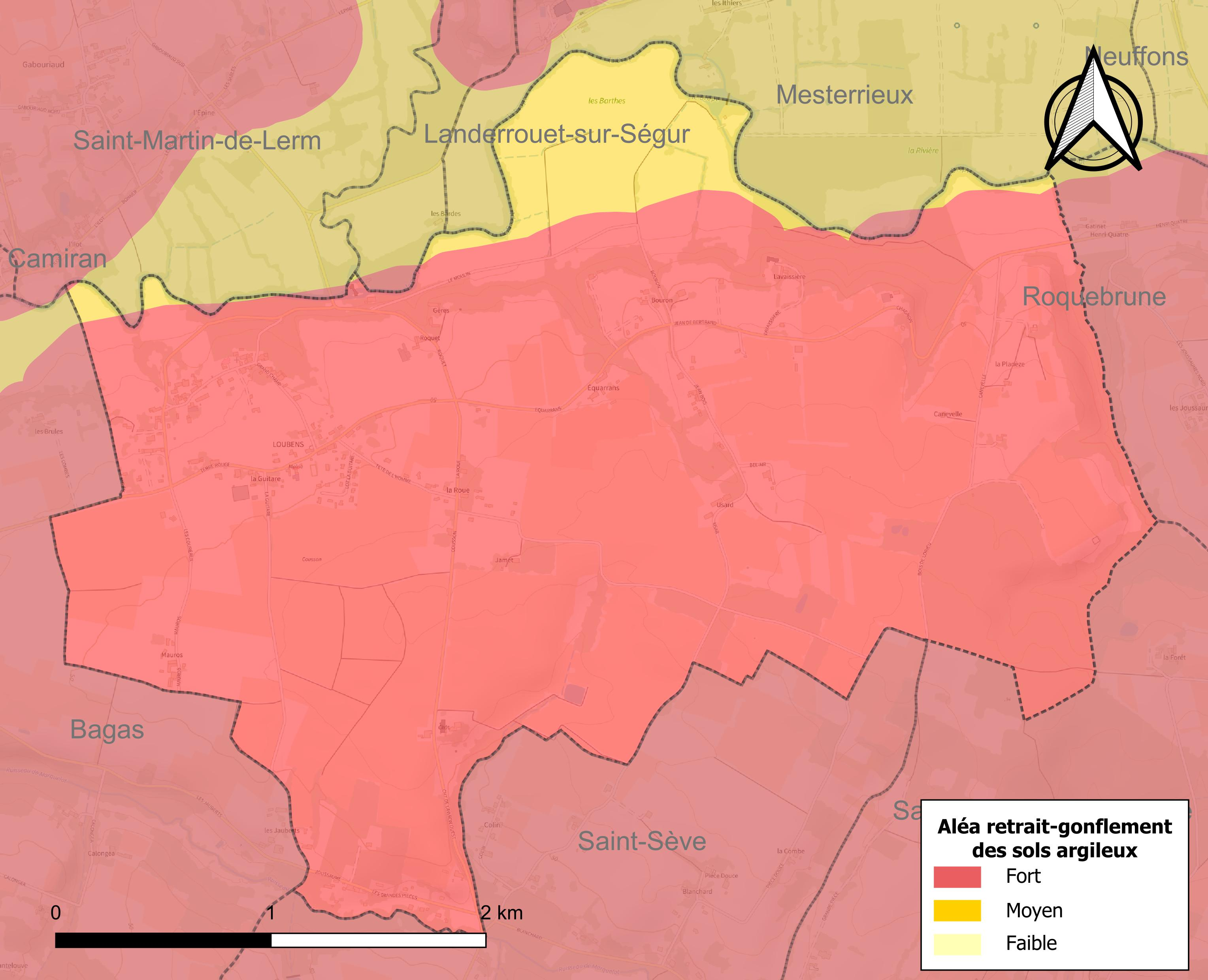
Carte des zones d'aléa retrait-gonflement des sols argileux de Loubens.

Le retrait-gonflement des sols argileux est susceptible d'engendrer des dommages importants aux bâtiments en cas d’alternance de périodes de sécheresse et de pluie. La totalité de la commune est en aléa moyen ou fort (67,4 % au niveau départemental et 48,5 % au niveau national). Sur les 141 bâtiments dénombrés sur la commune en 2019, 141 sont en aléa moyen ou fort, soit 100 %, à comparer aux 84 % au niveau départemental et 54 % au niveau national. Une cartographie de l'exposition du territoire national au retrait gonflement des sols argileux est disponible sur le site du BRGM,.
Par ailleurs, afin de mieux appréhender le risque d’affaissement de terrain, l'inventaire national des cavités souterraines permet de localiser celles situées sur la commune.
Concernant les mouvements de terrains, la commune a été reconnue en état de catastrophe naturelle au titre des dommages causés par la sécheresse en 2003 et 2005 et par des mouvements de terrain en 1999.

## Histoire
À la Révolution, la paroisse Saint-Vincent de Loubens forme la commune de Loubens.

## Politique et administration
| Période                                  | Période   | Identité            | Étiquette | Qualité                    |
| ---------------------------------------- | --------- | ------------------- | --------- | -------------------------- |
| mars 2001                                | mars 2014 | Sylvette Saint-Marc |           | viticultrice               |
| mars 2014                                | En cours  | Alain Breuille      |           | retraité de l'enseignement |
| Les données manquantes sont à compléter. |           |                     |           |                            |

### Communauté de communes
Le 1er janvier 2014, la communauté de communes du Réolais ayant été supprimée, la commune de Loubens s'est retrouvée intégrée à la communauté de communes du Réolais en Sud Gironde siégeant à La Réole.

## Démographie
L'évolution du nombre d'habitants est connue à travers les recensements de la population effectués dans la commune depuis 1793. Pour les communes de moins de 10 000 habitants, une enquête de recensement portant sur toute la population est réalisée tous les cinq ans, les populations de référence des années intermédiaires étant quant à elles estimées par interpolation ou extrapolation. Pour la commune, le premier recensement exhaustif entrant dans le cadre du nouveau dispositif a été réalisé en 2007.

En 2022, la commune comptait 314 habitants, en évolution de +4,32 % par rapport à 2016 (Gironde : +6,91 %, France hors Mayotte : +2,11 %).
| 1793 | 1800 | 1806 | 1821 | 1831 | 1836 | 1841 | 1846 | 1851 |
| ---- | ---- | ---- | ---- | ---- | ---- | ---- | ---- | ---- |
| 417  | 379  | 401  | 424  | 306  | 389  | 383  | 397  | 396  |

| 1856 | 1861 | 1866 | 1872 | 1876 | 1881 | 1886 | 1891 | 1896 |
| ---- | ---- | ---- | ---- | ---- | ---- | ---- | ---- | ---- |
| 422  | 402  | 372  | 331  | 357  | 363  | 340  | 349  | 324  |

| 1901 | 1906 | 1911 | 1921 | 1926 | 1931 | 1936 | 1946 | 1954 |
| ---- | ---- | ---- | ---- | ---- | ---- | ---- | ---- | ---- |
| 333  | 342  | 329  | 285  | 292  | 307  | 311  | 281  | 275  |

| 1962 | 1968 | 1975 | 1982 | 1990 | 1999 | 2006 | 2007 | 2012 |
| ---- | ---- | ---- | ---- | ---- | ---- | ---- | ---- | ---- |
| 259  | 245  | 209  | 241  | 315  | 311  | 303  | 302  | 306  |

| 2017 | 2022 | - | - | - | - | - | - | - |
| ---- | ---- | - | - | - | - | - | - | - |
| 301  | 314  | - | - | - | - | - | - | - |

## Culture locale et patrimoine

### Lieux et monuments
- L'église Saint-Vincent dont les éléments les plus anciens datent des XIIe et XVe siècles est remarquable pour ses murs latéraux et son clocher-mur à trois baies avec abri ; elle a été inscrite à l'inventaire des monuments historiques en 1987[25].
- Le moulin fortifié appelé moulin de Loubens enjambe le Dropt en limite des communes de Loubens et de Landerrouet-sur-Ségur et date, pour sa majeure part, du XIVe siècle ; ayant appartenu initialement aux bénédictins du Prieuré de La Réole, il est par la suite passé aux mains d'un meunier privé et, aujourd'hui désaffecté, est la propriété d'une personne privée ; il a été classé monument historique en 2000[26].
- Le château de Lavison  date, à l'origine, du XIIIe siècle et a été remanié et agrandi aux XVIe et XVIIe siècles ; il est la propriété d'une personne privée, un viticulteur et peut être visité tout au long de l'année ; il est inscrit monument historique depuis 1987[27].
- Près de la mairie, devant une maison qui était sans doute celle d'un maréchal-ferrant, peut être vu un travail à ferrer en bois.

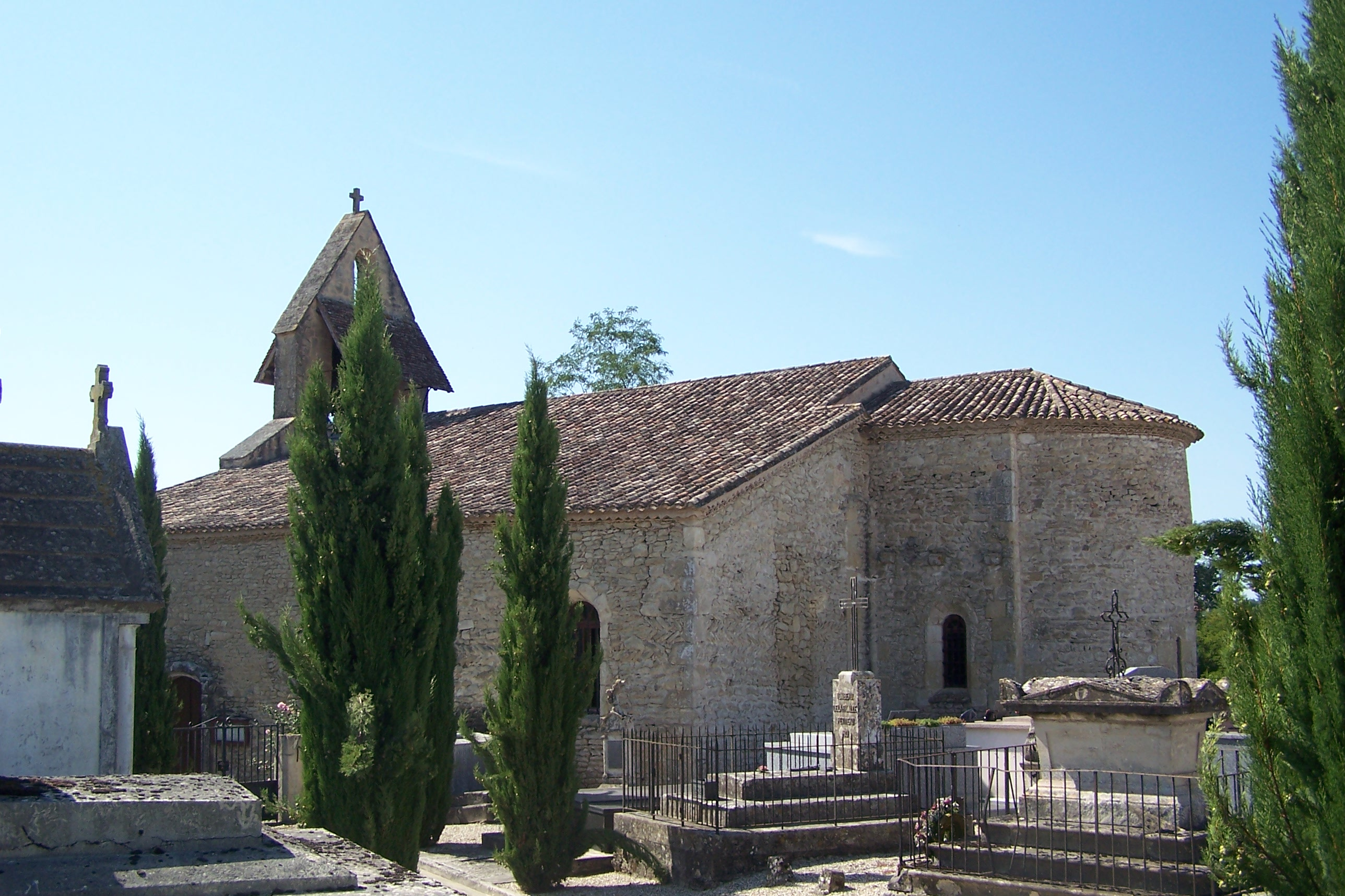
L'église Saint-Vincent (août 2011)
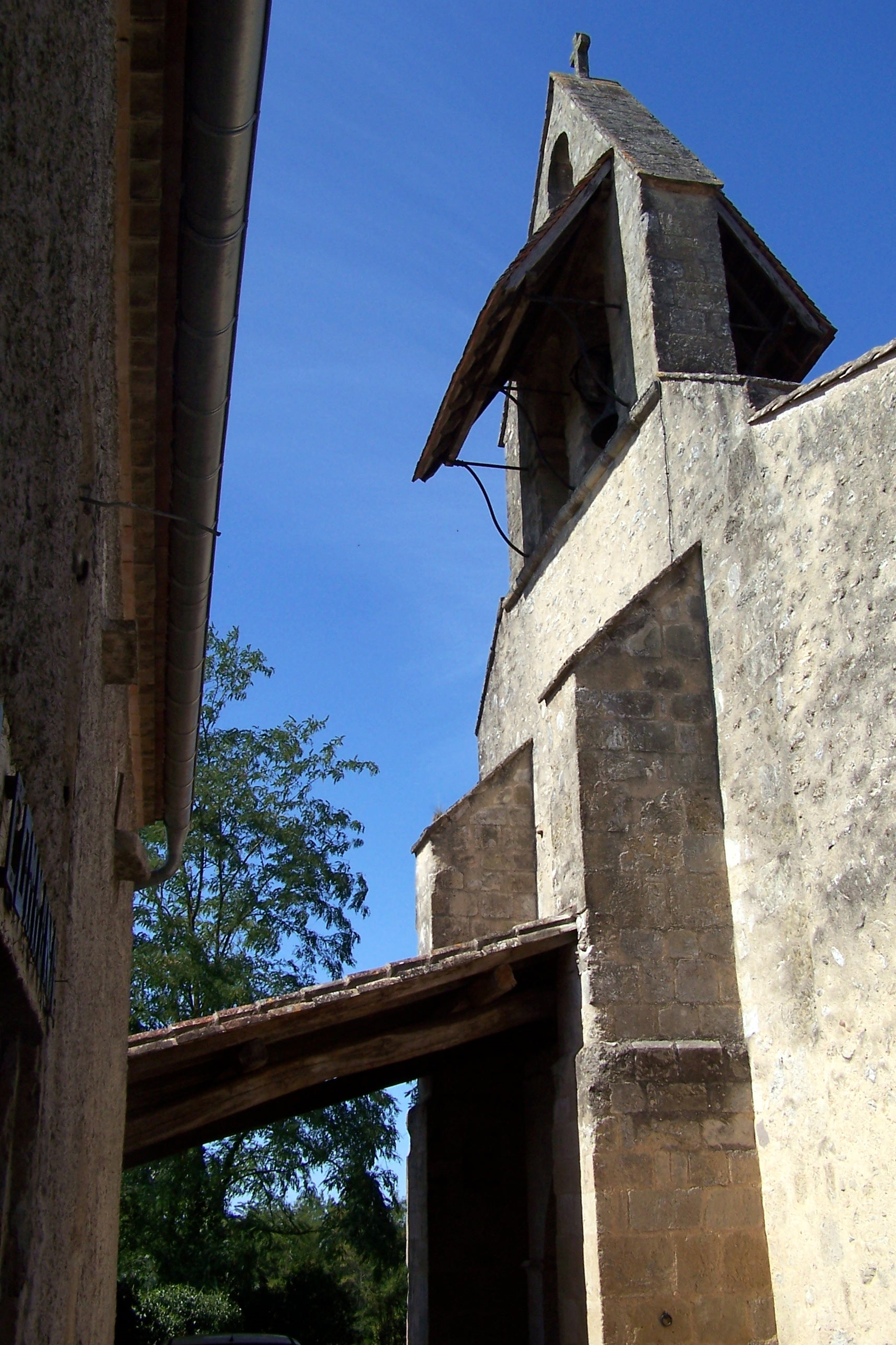
Le clocher-mur de l'église Saint-Vincent (août 2011)
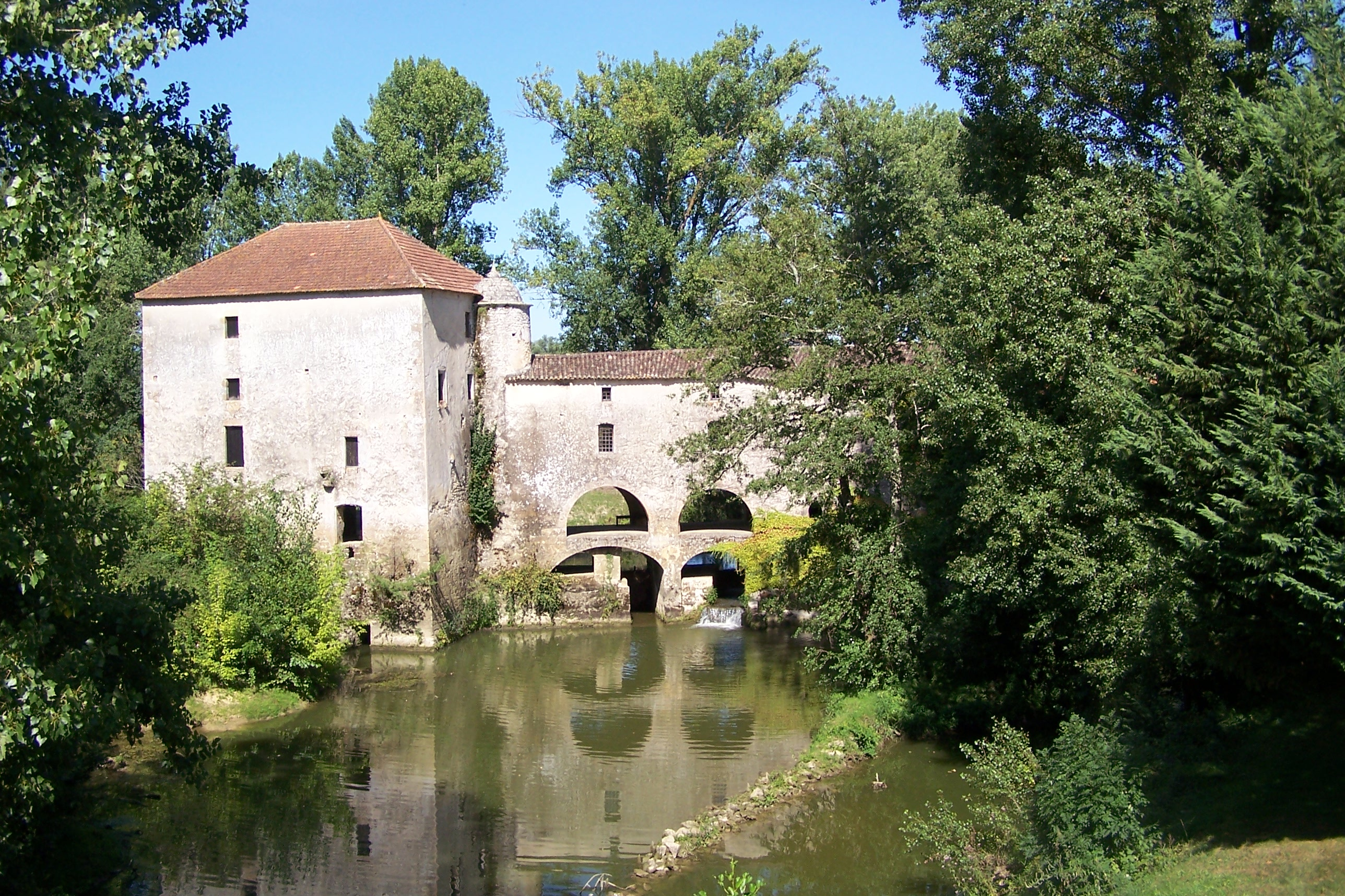
Le moulin sur le Dropt (août 2011)
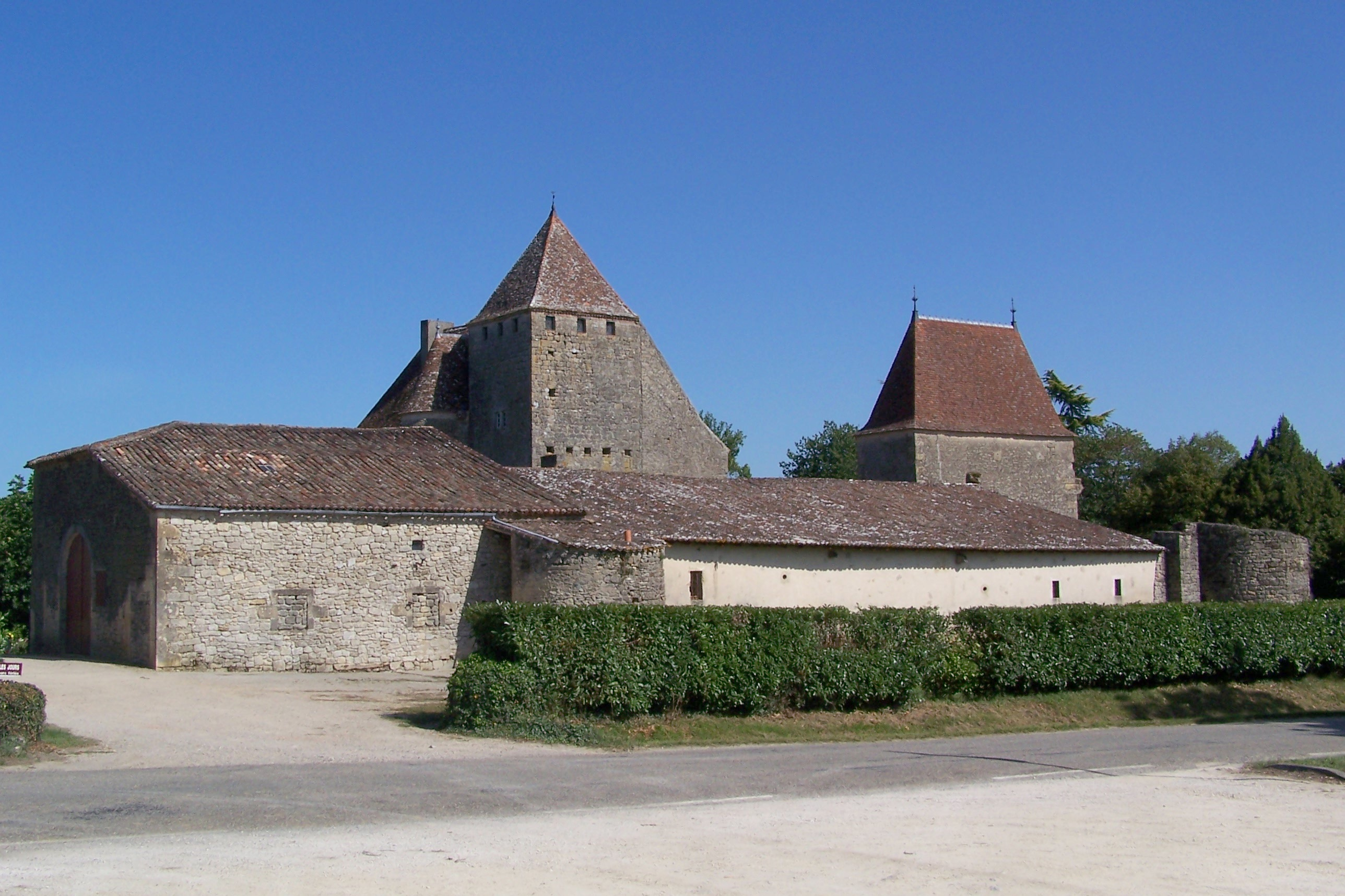
Le château de Lavison (août 2011)
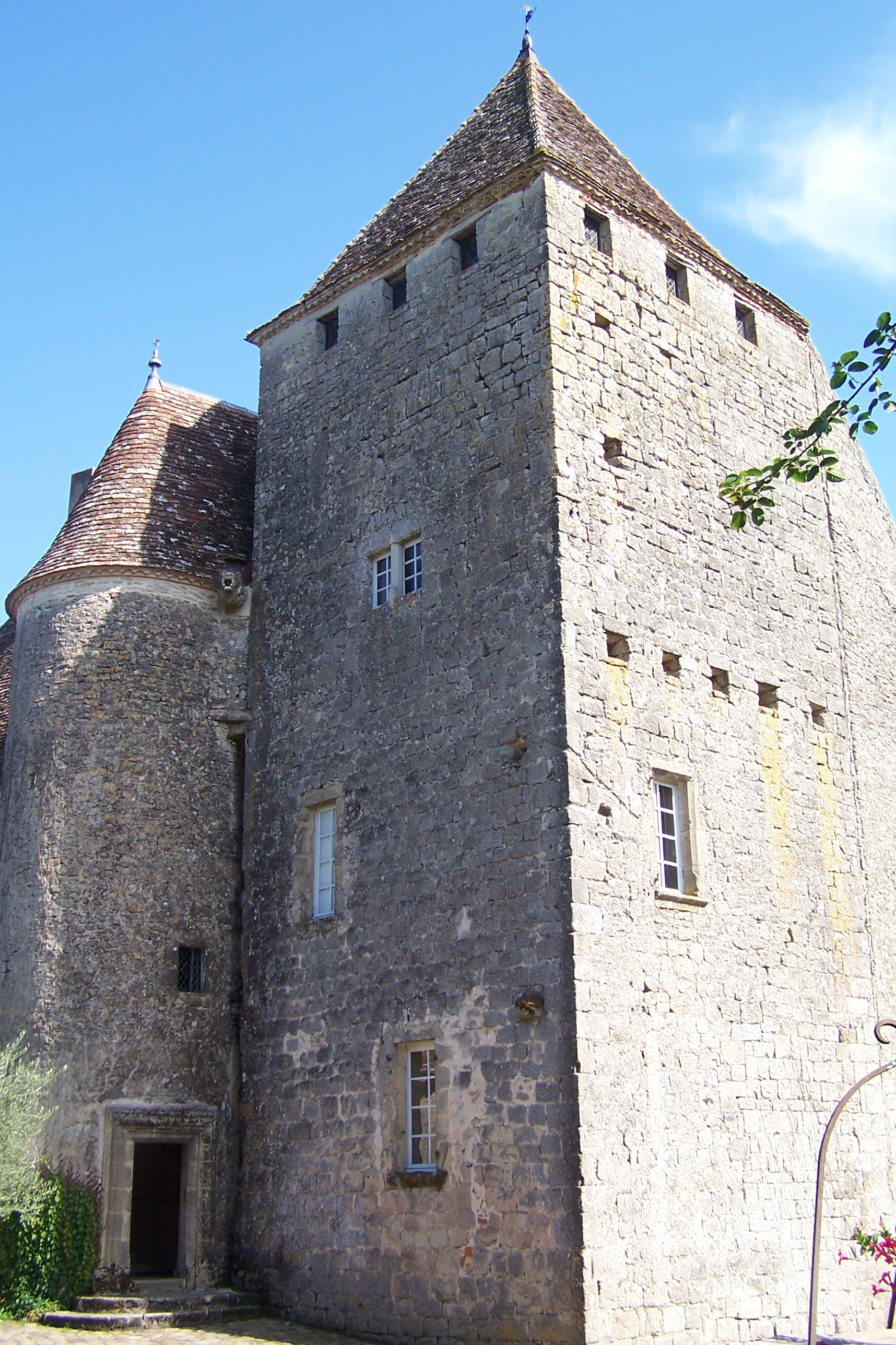
Tour monumentale du château de Lavison (août 2011)
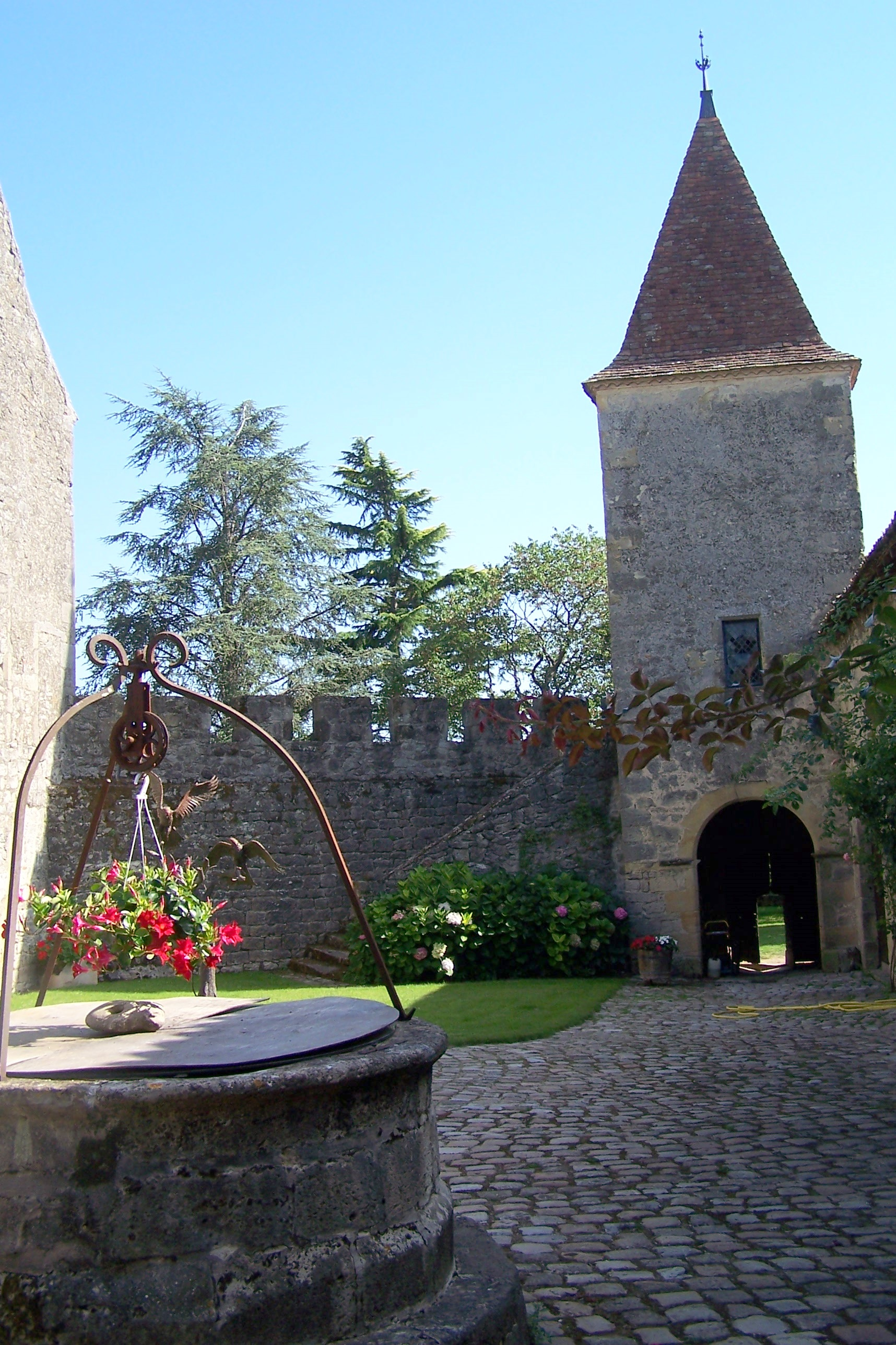
Vue intérieure du château (août 2011)
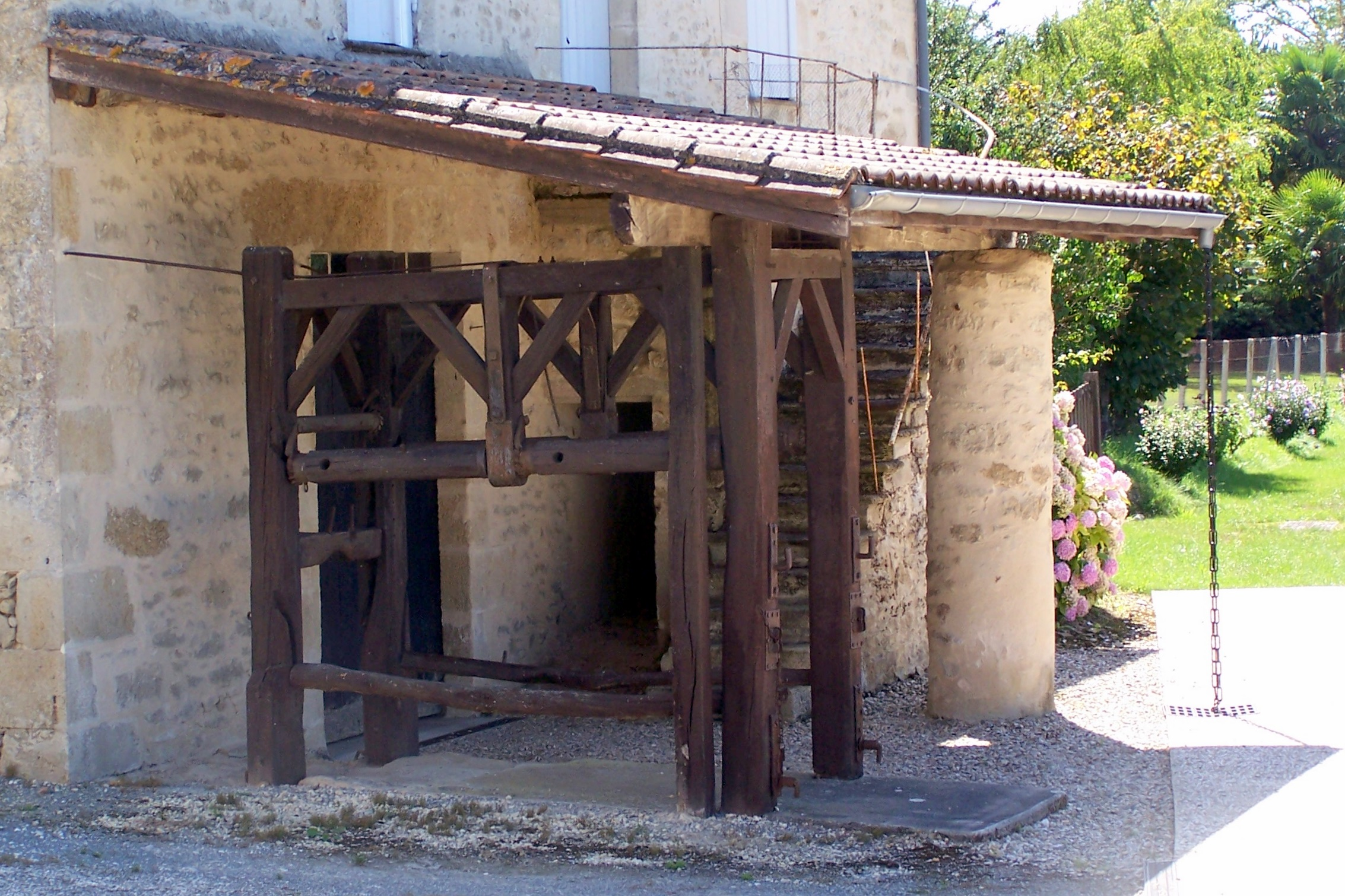
Travail de maréchal-ferrant près de la mairie (août 2011)
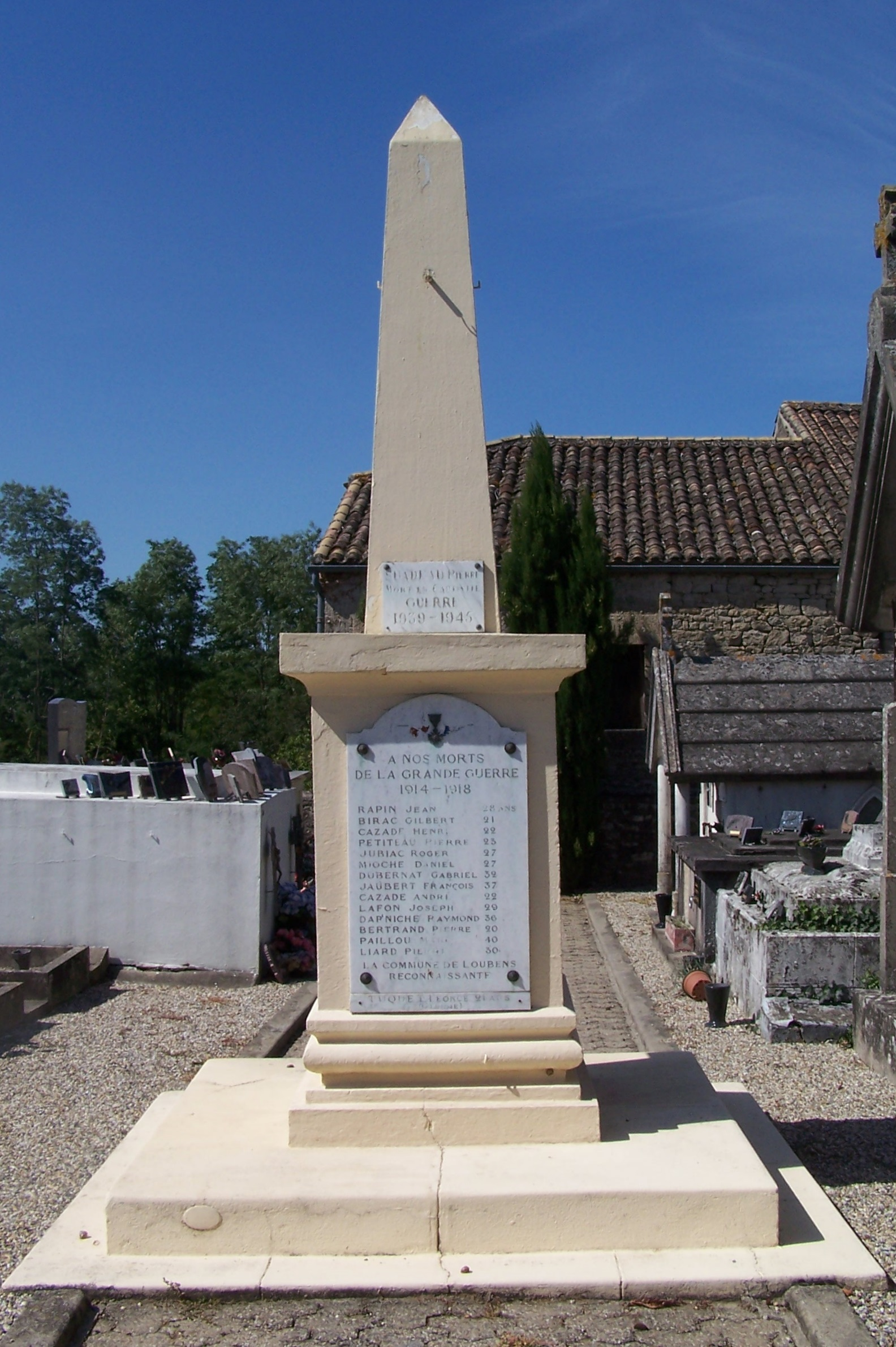
Le monument aux morts dans le cimetière (août 2011)

### Personnalités liées à la commune
- Philippe Denis, poète.

- Robert Darniche, résistant